# Distretto di Sierpc
Il distretto di Sierpc (in polacco powiat sierpecki) è un distretto polacco appartenente al voivodato della Masovia.

## Geografia antropica

### Suddivisioni amministrative
Il distretto comprende 7 comuni.
- Comuni urbani: Sierpc
- Comuni rurali: Gozdowo, Mochowo, Rościszewo, Sierpc, Szczutowo, Zawidz